# Betty Lou Gerson
Betty Lou Gerson (Chattanooga, 20 aprile 1914 – Los Angeles, 12 gennaio 1999) è stata un'attrice e doppiatrice statunitense, attiva al cinema, in radio e televisione e nota per aver prestato la voce a Crudelia De Mon nell'edizione originale del film La carica dei cento e uno.

## Biografia

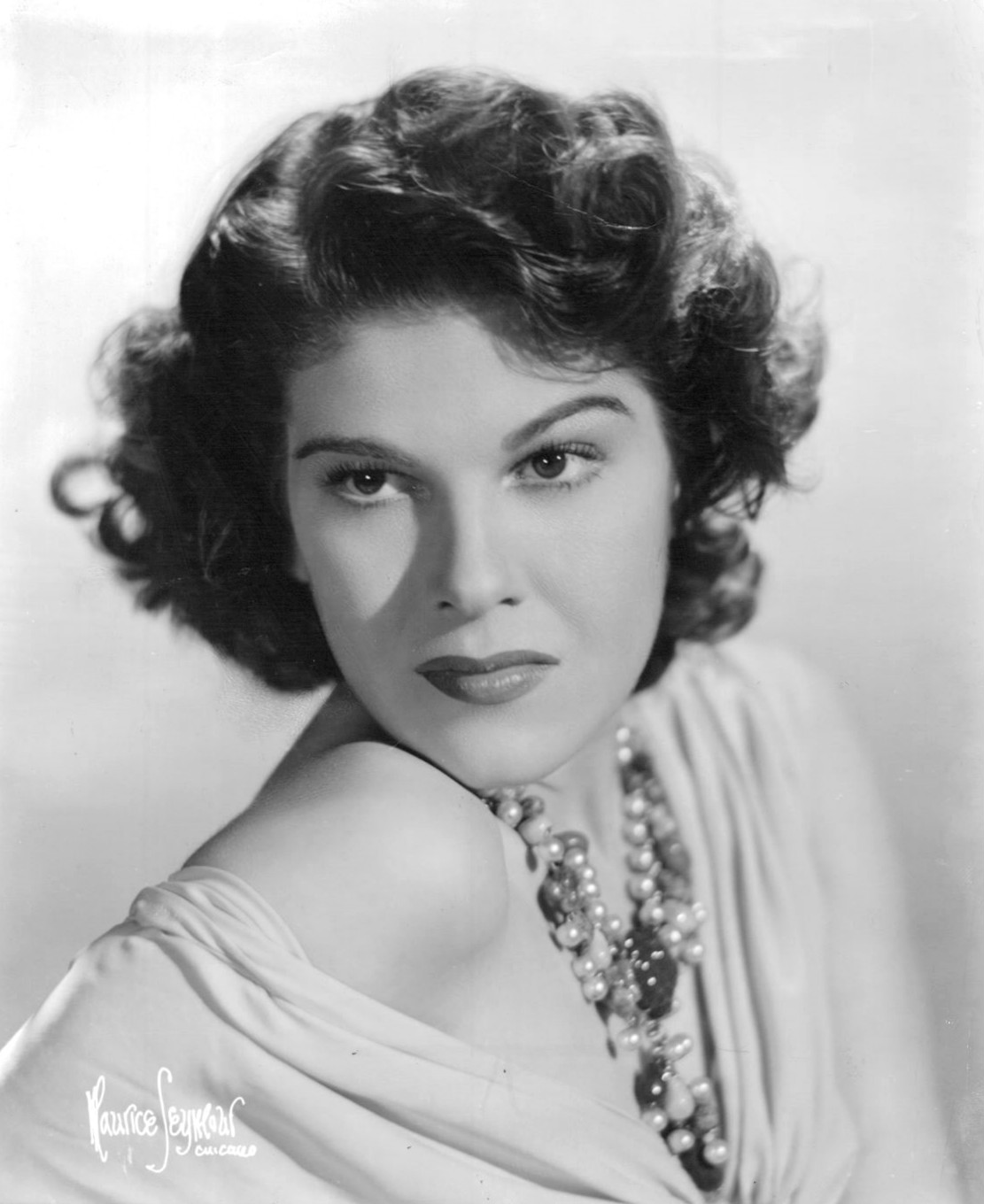
Betty Liu Gerson nel 1941

Inizia la carriera di attrice in radio a Chicago, nel 1935. Trasferitasi a Los Angeles, con il marito, inizia a lavorare al cinema e in televisione.
Nel 1958 è al fianco di Vincent Price nell'horror cult L'esperimento del dottor K. (The Fly), diretto da Kurt Neumann, in cui interpreta l'infermiera Andersone.
Nel 1961 viene scelta dallo stesso Walt Disney, affascinato dalla sua voce, per doppiare la perfida Crudelia De Mon, nell'edizione originale del film di animazione Disney La carica dei cento e uno (One Hundred and One Dalmatians), diretto da Wolfgang Reitherman, Hamilton Luske e Clyde Geronimi.
In televisione prende parte a numerose serie televisive, tra cui Perry Mason, Ai confini della realtà, Gli intoccabili, oltre che al varietà The Dick Van Dyke Show, condotto appunto dal celebre attore Dick Van Dyke.
Morì nel 1999 a 84 anni per un ictus.

## Vita privata
Si sposò due volte: prima con l'attore Joe Ainley che durò dal 1937 al 1965 per la morte del marito; si risposò poi nel 1966 con Louis R. Lauria fino alla morte di lui, nel 1994.

## Filmografia parziale

### Attrice

#### Cinema
- La minaccia (The Red Menace), regia di R.G. Springsteen (1949)
- Sparate senza pietà (Undercover Girl), regia di Joseph Pevney (1950)
- I cadetti della III brigata (An Annapolis Story), regia di Don Siegel (1955)
- La ribelle (The Green-Eyed Blonde), regia di Bernard Girard (1957)
- L'esperimento del dottor K. (The Fly), regia di Kurt Neumann (1958)
- Turn the Other Cheek, regia di Eddie Dew - cortometraggio (1958)

#### Televisione
- Mickey Rooney Show (The Mickey Rooney Show) – serie TV, episodio 1x14 (1954)
- Crusader – serie TV, episodio 1x09 (1955)
- Crossroads – serie TV, episodio 1x05 (1955)
- Navy Log – serie TV, episodio 3x09 (1957)
- This Man Dawson – serie TV, episodio 1x18 (1960)
- Ricercato vivo o morto (Wanted: Dead or Alive) – serie TV, episodio 3x11 (1960)
- Scacco matto (Checkmate) – serie TV, episodi 1x05-1x25 (1960-1961)
- Corruptors (Target: The Corruptors) – serie TV, episodio 1x12 (1961)
- Ripcord – serie TV, episodio 1x27 (1962)
- Ai confini della realtà (The Twilight Zone) – serie TV, episodio 5x13 (1963)
- Indirizzo permanente (77 Sunset Strip) – serie TV, episodio 6x16 (1964)

### Doppiatrice
- Cenerentola (Cinderella), regia di Wilfred Jackson, Hamilton Luske e Clyde Geronimi (1950) - narratrice
- La carica dei cento e uno (One Hundred and One Dalmatians), regia di Wolfgang Reitherman, Hamilton Luske e Clyde Geronimi (1961) - Crudelia De Mon, Miss Birdwell
- Cats Don't Dance, regia di Mark Dindal (1997) - Frances

## Doppiatrici italiane
- Micaela Giustiniani in L'esperimento del dottor K.

Da doppiatrice è sostituita da:
- Giovanna Scotto in Cenerentola (ed. 1950)
- Rosetta Calavetta in La carica dei cento e uno (Crudelia De Mon)
- Ria Saba in La carica dei cento e uno (sig.na Birdwell)
- Rita Savagnone in Cenerentola (ed. 1967)